# 種子銀行

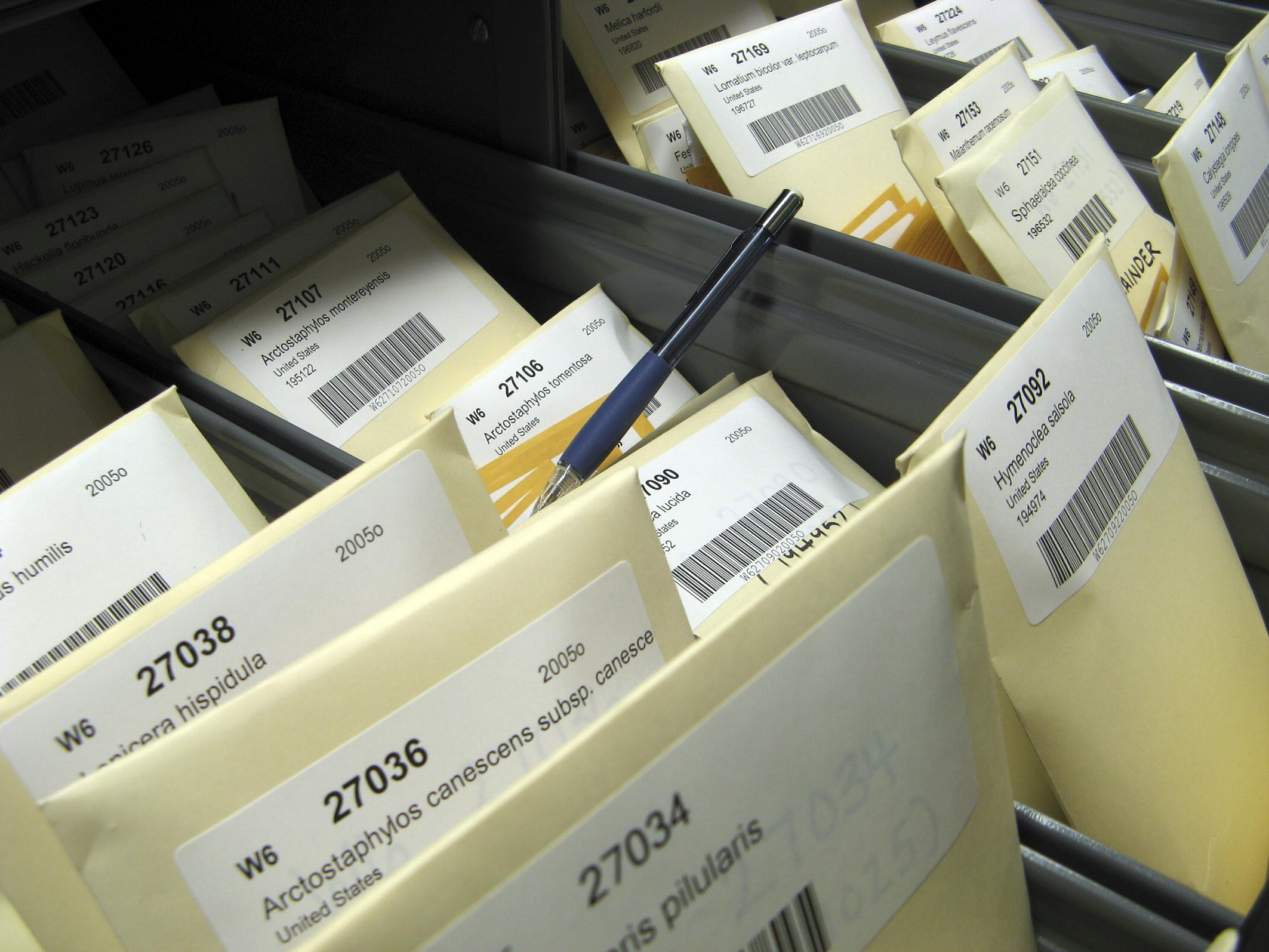
種子銀行に保存されている種子

種子銀行(しゅしぎんこう、種子バンク、シードバンク、英：Seed bank)とは、遺伝的多様性の維持のために植物の種子を保存する施設または組織の事。遺伝子資源の保存という観点から、ジーンバンクの一種であるともいえる。

## 概要
その目的は様々あり、農業利用されている植物の収量増加や耐病性、乾燥耐性に関わる遺伝子を確保することや、一般的に生物多様性を守るための生息域外保全のひとつとして保存されている。また、自然災害や病害虫、戦争などの不測の事態から種子を守ることが出来る。多くの種子銀行は数十年、あるいは数世紀に渡って公的支援によって活動しており、公的な研究活動のために利用可能である。

## 保存条件
種子は生き物であり、長期間生存可能な状態に保つためには適切な湿度と温度で保存する必要がある。親植物体内で成熟するにつれて、多くの種子が耐乾性を得ることができる。このような性質を持つオーソドックス種子（Orthodox seed）は乾燥および低温条件で長期保存が可能である。
国際連合食糧農業機関は国際農業研究協議グループや国際生物多様性センターなどの助言を元に、2014年1月に種子の長期保存の標準規格を策定した。この文書では種子の保存法について、5-20℃、相対湿度10-25%で乾燥後（条件は植物種に依存する）、密閉容器に入れ、最も大元に近い種子や大元から適切に増やされた種子は-18±3℃、相対湿度15±3%の条件で長期保存する。配布するためや保存状態の確認のために短期、中期保存する場合は相対湿度15±3%、5-10℃の冷蔵条件で保存することを提唱している。
種子が生存能力を失う時期を予測するのは難しいことから、保存中に発芽率を確認している。発芽率が一定限度を下回った場合、種子は再播種され新鮮な種子が再度収集、長期保存される。

## 課題
オーソドックス種子の場合はそれで長期間の保存が可能であるが、そのような条件下で死亡、あるいは発芽してしまうような難貯蔵性種子（recalcitrant seed）などは保存できないという問題点がある。また、種子銀行に世界各地の植物の種子を多量に蓄積することは、バイオパイラシー（Biopiracy、生物資源の略奪）に当たる可能性があるとして非難される事もある。

## 代替策
自然保護の他の手段として、種子生産植物の原位置保全（In-situ conservation）がある。原位置保全としては、種子生産植物の自然生息地の保護を目的とした国立公園や国有林、国立野生生物保護区（National Wildlife Refuge）の指定が挙げられる。
樹木園では保護された土地に植樹することで樹木を保存する。
より安価にコミュニティによって運営される種子図書館（seed library）では、その土地の遺伝子資源を保存できる。
種子が土壌中で休眠状態になることはよく知られており、オンタリオ州北部における事例をHills and Morrisがまとめている。しかし、オンタリオ州北部における（休眠状態としての擬似的な）種子銀行のはたらきについては情報が非常に乏しく、さまざまな種類の森林の土壌における植物種やその種子の豊富さ、また、外乱を受けたあとの植生変化に対する種子銀行機能を判断するにはさらなる研究が求められる。
種子の密度や多様さに関して亜寒帯森林と落葉性森林で比較されており、行われた研究について述べられている。
このレビューでは(1)種子銀行のダイナミクス、(2)種子銀行における種子の生理学、(3)亜寒帯森林と落葉性森林の種子銀行、(4)種子銀行のダイナミクスと継承、そして(5)オンタリオ州北部における種子銀行研究を始めることの提案が詳細に述べられている。

## 寿命
種子は数百年間どころか数千年間生存することもある。植物として生存できる最古の種子は、ユダヤナツメヤシ（Judean date palm）の種子（炭素14による測定結果から約2,000歳と推定）であり、イスラエルのヘロデ大王宮殿の発掘調査で得られたものである。
2012年2月、ロシアの科学者がスガワラビランジを32,000歳の種子から再生させることに成功したと発表した。この種子はシベリアの永久凍土層の800,000の種子の中から見つかったもので、38 mの穴の中で発見されたものである。種子組織は移植可能になるまで試験管の中で育てられた。これはDNAが適切な環境下では長寿命であることの証左である。

## 気候変動
気候変動の進展に伴って、種子銀行のような保存努力はより重要になると期待される。種子銀行はコミュニティが局所的な気候変動に耐性のある種子を供給するよう勧める。気候変動による問題に直面したときに、コミュニティベースの種子銀行によって、種子の選択、処理、保存、流通と行った植物管理に関する地元住民の理解を深めながら、地域に適した収穫作物の多様な選択肢を享受できるようになる。

## 施設・組織
2006年現在、世界中の1300あまりの種子銀行に約600万系統が維持されている。
- スヴァールバル世界種子貯蔵庫 - ノルウェーにある種子銀行。
- ミレニアム・シード・バンク・プロジェクト（英語版） (MSBP)
- オーストラリア種子銀行（英語版）[11]
- 植物栽培研究所
- The BBA (Beej Bachao Andolan — Save the Seeds movement)[12]
- National Center for Genetic Resources Preservation[13]
- Desert Legume Program (DELEP)[14]
- シード・セイバーズ・エクスチェンジ（英語版） - アメリカ合衆国アイオワ州ディコーラを本拠地とする農家などに代々伝わる種子を保存・交換する種子銀行の民間団体。

## 関連文献
代表執筆者の姓のABC順。
- 秋浜友也 (1991)『タネとり作戦』、農林水産省農林水産技術会議事務局 (監修) ; 川井一之 (構成) ; 加古里子、東京 : 農山漁村文化協会〈自然の中の人間シリーズ ; 土と人間編 ; 6〉 。
- Ellis, R. H., T.D. Hong and E.H. Roberts (1985). Handbook of Seed Technology for Genebanks Vol II: Compendium of Specific Germination Information and Test Recommendations. SGRP (System-Wide Genetic Resources Programme). Rome, Italy.  オリジナルの2008-12-11時点におけるアーカイブ。
- Engels, J. M. M. and L. Visser (editors) (2003). A Guide to Effective Management of Germplasm Collections. CGN, FAO, GRST, IPGRI, SGRP.  オリジナルの2007-05-25時点におけるアーカイブ。
- ソーア・ハンソン (2017)『種子 : 人類の歴史をつくった植物の華麗な戦略』著 ; 黒沢令子訳、東京 : 白揚社。原書タイトル: Hanson, Thor "The triumph of seeds : how grains, nuts, kernels, pulses, & pips conquered the plant kingdom and shaped human history".
- Kameswara Rao, N., J. Hanson, M. E. Dulloo, K. Ghosh, A. Nowell and M. Larinde (2006). Manual of Seed Handling in Genebanks. SGRP (System-Wide Genetic Resources Programme). Rome, Italy.  オリジナルの2008-01-21時点におけるアーカイブ。 147 p.
- Karafyllis, Nicole C. (editor)『Theorien der Lebendsammlung. Pflanzen, Mikroben und Tiere als Biofakte in Genbanken』Karl Alber. Freiburg, Germany、2018年。オリジナルの2018年3月2日時点におけるアーカイブ。
- Koo, B., Pardey, P. G., Wright, B. D. (2004). Saving Seeds. CABI, IFPRI, IPGRI, SGRP.  オリジナルの2008-12-11時点におけるアーカイブ。